# 石丸和人
石丸 和人（いしまる かずと、1928年2月17日 - ）は、日本のジャーナリスト、翻訳家。
広島県呉市出身。1953年東京大学文学部独文科卒、毎日新聞社入社、外信部副部長、ワシントン支局長、編集委員、論説委員、1983年山形新聞社入社、論説委員。姫路獨協大学教授、2003年定年。

## 著書
- 『裸のアメリカ 特派員の目』毎日新聞社 1977
- 『アメリカの本音が爆発する日 孤立する日本の常識』広済堂出版 1982
- 『戦後日本外交史 1 米国支配下の日本』三省堂 1983
- 『戦後日本外交史 3 発展する日米関係』三省堂 1985
- 『アメリカの政治を知るために』教育社 1986

共著
- 『戦後日本外交史 2 動き出した日本外交』松本博一、山本剛士共著 三省堂 1983

### 翻訳
- ロバート・リンゼー『スパイ衛星を売れ』毎日新聞社 1981  『コードネームはファルコン』河出文庫 1985
- ロバート・リンゼー『ファルコンを追え』河出文庫 1986